# BAG1
Регулятор семейства молекулярных шаперонов BAG 1 (англ. BAG family molecular chaperone regulator 1) — белок, кодируемый у человека геном BAG1.

## Функция
Онкоген BCL2 — мембранный белок, который блокирует движение по пути, ведущему к апоптозу или запрограммированной клеточной смерти. Белок, кодируемый этим геном связывается с BCL2 и определяется как атаноген, ассоциированный с BCL2. Он усиливает антиапоптотические эффекты BCL2 и представляет собой связь между рецепторами факторов роста и антиапоптотическими механизмами. По крайней мере, три изоформы белка кодируются этой мРНК путём использования альтернативных трансляторов сайтов инициации, в том числе и не AUG сайтов.

## Клиническое значение
Ген BAG вовлечен в возрастные нейродегенеративных заболевания такие как болезнь Альцгеймера. Было выявлено, что BAG1 и BAG3 регулируют пути элиминации протеосомных (BAG1) и лизосомальных (BAG3) белков.

## Взаимодействия
BAG1, как было выявлено, взаимодействует с:
- Андрогенный рецептор[4][5][6],
- С-Raf[7],
- NR1I1[8],
- Глюкокортикоидный рецептор[9][10],
- HSPA8[11][12],
- HBEGF[13],
- PPP1R15A[14],
- NR1B1[15] и
- SIAH1[16].